# Indice total-total
Pour les articles homonymes, voir TT.
L’indice Total-Total (TT),  est l’un des indices de stabilité de l'air qui donne une indication sur la probabilité de déclenchement d'orages ainsi que sur le potentiel de génération de phénomènes violents  par ceux-ci (grêle, rafale descendante, tornade, pluie torrentielle sous orage). 
L’indice tente d’allier l’effet du gradient de température dans la couche entre 850 et 500 hPa de la troposphère, où se développent les orages, et celui du gradient d’humidité dans la même couche. Ceci doit donner une idée de l’instabilité et de la disponibilité de vapeur d’eau pour former le nuage. L'avantage de cet indice est qu'il utilise directement les données des radiosondages ou des modèles de prévision numériques sans avoir à soulever la parcelle en convection comme dans l'indice de soulèvement.

## Définition
Cet indice est en fait la somme de deux indices distincts, soit le total vertical (VT) et le total transversal (CT). Le total vertical représente le profil de la température verticale, tandis que le total transversal donne une image du profil d'humidité. 
L'équation de l'indice Total-Total est la suivante, : 
{\displaystyle VT=T_{850}-T_{500}}
{\displaystyle CT=T_{d_{850}}-T_{500}}
{\displaystyle TT=VT+CT=T_{850}+T_{d_{850}}-2(T_{500})}

où : 
{\displaystyle T_{d_{850}}}  = point de rosée à 850 hPa
{\displaystyle T_{850}}  = Température à 850 hPa
{\displaystyle T_{500}}  = Température à 500 hPa

## Interprétation
En définissant d'abord les types d'orages avec :
- Orage faible : implique des rafales inférieures à 35 nœuds et des grêlons de moins de 13 mm de diamètre ;
- Orage modéré : implique des rafales entre 35 et 50 nœuds et des grêlons de 13 à 25 mm ;
- Orage violent : implique des rafales supérieures à 50 nœuds, des grêlons de plus de 25 mm et des vents destructeurs par endroits.

L'interprétation de l'indice TT est la suivante, : 
| Indice TT | Temps convectif                               |
| --------- | --------------------------------------------- |
| < 40      | Aucun orage                                   |
| 40 - 43   | Risque d'orage faible                         |
| 44 - 45   | Quelques orages faibles                       |
| 46 - 47   | Quelques orages modérés, orages faibles épars |
| 48 - 49   | Orages violents isolés, orages modérés épars  |
| 50 - 57   | Quelques orages violents, tornades isolées    |
| 58 - 59   | Quelques orages violents, tornades            |
| > 59      | Orages violents épars, tornades               |

Robert C. Miller (1972) a fait une étude approfondie de l'indice TT et de ses deux composantes. Les résultats qu'il a obtenus sont résumés ci-dessous, mais ils constituent vraisemblablement une surinterprétation de l'information fournie par l'indice : 
| Prévision                                                                                | Total transversal | Total vertical | Total-Total |
| ---------------------------------------------------------------------------------------- | ----------------- | -------------- | ----------- |
| Orages faibles isolés à peu nombreux                                                     | 18 - 19           | < 26           | 44          |
| Orages faibles épars, quelques orages modérés                                            | 20 - 21           | 26             | 46          |
| Orages faibles épars, quelques orages modérés, orages violents isolés                    | 22 - 23           | 26             | 48          |
| Orages modérés épars, quelques orages violents, tornades isolées                         | 24 - 25           | 26             | 50          |
| Orages modérés épars à nombreux, orages violents peu nombreux à épars, quelques tornades | 26 - 29           | 26 - 29        | 52 - 58     |
| Nombreux orages modérés, orages violents épars, tornades                                 | > 30              | 30 et plus     | 60          |

## Utilisation
Cet indice est utilisé différemment selon les régions; certaines ont fait des expériences avec la totalité de l'indice tandis que d'autres n'en ont utilisé qu'une partie. L'indice TT a été conçu pour prévoir la fréquence des orages et non leur intensité. Bien qu'assez efficace dans les masses d'air polaire et tropical, il a tendance à être sous-représentatif dans les atmosphères plus froides. 
Les valeurs de TT sont importantes quand la différence de température entre 850 et 500 hPa est grande et on a une masse d'air très humide à bas niveau mais il peut donner des indications erronées quand l'un de ces facteurs est exagéré. Par exemple, l'indice signale souvent le risque d'orages dans des masses d'air arctique extrêmement stables mais saturées. C'est pourquoi il faut toujours se référer aux sondages aérologiques pour plus de détails après avoir utilisé TT comme localisateur de convection potentielle.